# Angullozetes rostratus
Angullozetes rostratus är en kvalsterart som beskrevs av Hammer 1967. Angullozetes rostratus ingår i släktet Angullozetes och familjen Liebstadiidae. Inga underarter finns listade i Catalogue of Life.